# Filmkalkulation
In einer Filmkalkulation werden alle Kosten aufgelistet, die bei der Produktion eines Films entstehen. Dabei werden alle Phasen der Filmherstellung (Vorproduktion, Dreharbeiten und Postproduktion), nicht jedoch die Kosten für die Filmverwertung bzw. Herausbringung des Films berücksichtigt.
Nach Klärung des Filmbudgets kann der Produzent mit der Filmfinanzierung beginnen und geeignete Investoren für das Projekt suchen.

## Voraussetzung
Um die Kosten für die Herstellung eines Films kalkulieren zu können, müssen zuvor u. a. folgende Punkte abgeklärt sein:
- Wie lang wird der Film voraussichtlich?
- Auf welchem Bildmaterial wird der Film gedreht (z. B. 35-mm-Film)?
- Mit welchen Schauspielern sollen die wichtigsten Rollen bzw. Figuren besetzt werden?
- Welche kostenrelevante Positionen gibt es in den einzelnen Drehbuchszenen?
- Wie viele Drehtage benötigt der Film für seine Realisierung?
- Sind aufwendige visuelle Effekte in der Postproduktion umzusetzen?

Eine erste Vorkalkulation wird in der Regel vom Produzenten des Films erstellt. Damit kann dieser den Finanzierungsbedarf des Filmprojekts ermitteln und sich auf die Suche nach geeigneten Investoren machen. Im Verlauf der Herstellung eines Films wird eine sog. IST-Kalkulation erstellt, in der alle im Produktionsprozess entstehenden Kosten eingepflegt werden. Dies macht meistens der Produktionsleiter.

## Schemata
Filmkalkulationen werden in festgelegten Schemata aufgelistet und dargestellt. In Deutschland ist der De-facto-Standard für alle Kinofilmproduktionen das FFA-Kalkulationsschema, der Filmförderungsanstalt (FFA). Für Fernsehproduktionen wird gelegentlich auch das ZDF-Kalkulationsschema verwendet. Die beiden Schemata unterscheiden sich im Aufbau nur unwesentlich voneinander.
Im anglo-amerikanischen Raum ist der Standard das Above-Below-the-Line-Schema. Hierbei gibt es nicht ein einheitliches Schema, sondern zahlreiche kleinere Abweichungen bei jedem Major-Studio und Fernsehsender.
Der signifikante Unterschied zwischen den deutschen und den anglo-amerikanischen Schemata besteht in der Gruppierung der Kosten. Das Above-Below-the-Line-Schema ordnet alle anfallenden Kosten den einzelnen Departments zu (z. B. Kameradepartment, Kostümdepartment etc.) Dagegen wird in den deutschen Schemata nach Kostenarten gruppiert (z. B. Reisekosten, Gagen etc.)
Eine weitere Besonderheit beim Above-Below-the-Line-Schema resultiert aus dem stark ausgeprägten Star-Kino in den USA. Wie der Name des Schemas schon sagt, werden einige Kosten above (also oberhalb) und andere below (unterhalb) einer imaginären Trennlinie aufgelistet. Die above-Kosten sind Kosten, die im Bereich von Produzent, Autor, Regisseur und Schauspielern entstehen und in der Regel den größten Anteil am Filmbudget ausmachen.

## Software
Zum Erzeugen von komplexen Filmkalkulationen wird heutzutage Software verwendet. In Deutschland gibt es dafür die Programme Sesam-Kalk und PreProducer. Diese Programme haben den Vorteil, dass sie bereits das von allen Filmförderanstalten für die Einreichung von Filmen geforderte FFA-Schema als Vorlage integriert haben und die Vorschriften der deutschen Lohn- und Sozialversicherungsberechnung berücksichtigen.
Für Above-Below-the-Line-Kalkulationen wird international am häufigsten das Programm Movie Magic Budgeting verwendet.